# Histoire sociale de l'Algérie française
 (mars 2015).
L’Histoire sociale de l'Algérie française décrit les évolutions de la société en Algérie, pendant la période française.
Cette période a en effet conduit à un affaiblissement des tribus, et à un développement de la propriété individuelle aux dépens du droit coutumier.

## Période de conflit ouvert
Avant 1870, sur ce territoire, la seule organisation sociale était l'organisation tribale.
La période de conflit a conduit à un affaiblissement des tribus du fait du conflit avec l'armée française, mais aussi de fait des conflits inter tribus. Les guerres n'ont pas causé le démantèlement tribal celui-ci ayant été causé par la politique foncière notamment en 1863 et 1873.

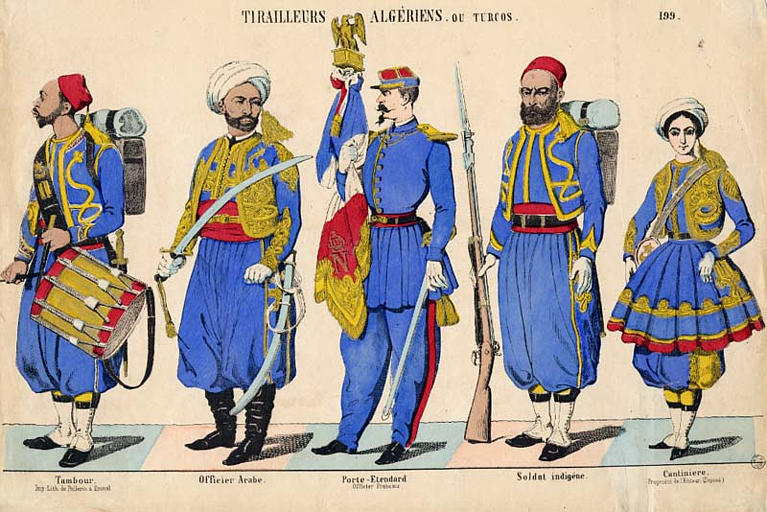
Tirailleurs algériens ou Turcos : Tambour, Officier arabe, Porte-Étendard (officier français), Soldat indigène, Cantinière, 1852

Du 14 au 16 juin 1830, 36 000 hommes commandés par le général de Bourmont débarquent à Sidi-Ferruch.
Le 5 juillet 1830, la ville d'Alger passe sous administration française : le Dey capitule en sauvegardant les lois et coutumes de ses sujets.
Durant les cinq premières années Alger et ses environs, Oran, Bône et Bougie sont occupés. Les effectifs militaires n'étant pas nombreux, le commandement crée de nouveaux corps : zouaves, légion, spahis, tirailleurs, chasseurs. Dans le même temps des bureaux arabes établissent le contact avec les populations. 

En 1832 deux chefs arabes, Abd el-Kader, émir de Mascara, et le bey de Constantine Ahmed Bey s'opposent à l'administration française. 
En 1834, l'autorité d'Abd el-Kader est reconnue sur l'Ouest algérien, par le traité du 26 février 1834 négocié par Desmichels.
En 1835, à la suite d'un différend avec une autre tribu, Abd el-Kader reprend la lutte et écrase la colonne Trézel à la Macta (1835), le conflit reprend. 
En 1837, dans le but de neutraliser Abd el-Kader, Bugeaud négocie le traité de la Tafna.
Ce traité reconnaît au chef arabe l'autorité sur tout le pays, sauf les ports et les villes côtières. 
Dès cette époque des spécificités apparaissent ainsi, en novembre 1837 dans l'Algérie française, quelque temps après le Combat du Sig, les soldats noirs (tribus, Douair et Sméla) hommes et femmes, bien que considérés comme noirs, étaient considérés comme des prisonniers échangeables en tant que personnes par l'armée française, alors qu'ils étaient considérés comme des biens matériels par les combattants musulmans.
Le 18 novembre 1839, Abd el-Kader déclare la guerre à la France, après avoir levé une armée de plus de 50 000 hommes.
En 1840, la France nomme Bugeaud, gouverneur de l'Algérie. Il dispose de 100 000 hommes. Abd el-Kader est chassé d'Algérie en 1843, mais se rend en 1847.

### Immigration mahonnaise
L'immigration mahonnaise en Algérie s'est développée principalement entre 1830 et 1845 et a été favorisée par les autorités françaises dès le début de la conquête de l'Algérie par la France. Elle s'inscrit plus largement dans une immigration espagnole qui a concerné successivement les Majorquins puis les Valenciens et les Alicantais. Il s'agissait principalement d'une immigration économique induite par la misère qui régnait alors dans les îles Baléares; les mahonnais désignent stricto sensu les habitants de la ville de Mahon, capitale de l'île de Minorque. Cette population a joué un rôle déterminant dans l'agriculture et s'est rapidement intégrée à la population française principalement grâce à l'école publique.

### Le sort des juifs
La conquête de l'Algérie est marquée en 1835 par le massacre des Juifs de Mascara par les Arabes fuyant la ville sur le point d'être prise par les Français et par le dramatique exode des survivants.

#### Évolution du statut des Juifs

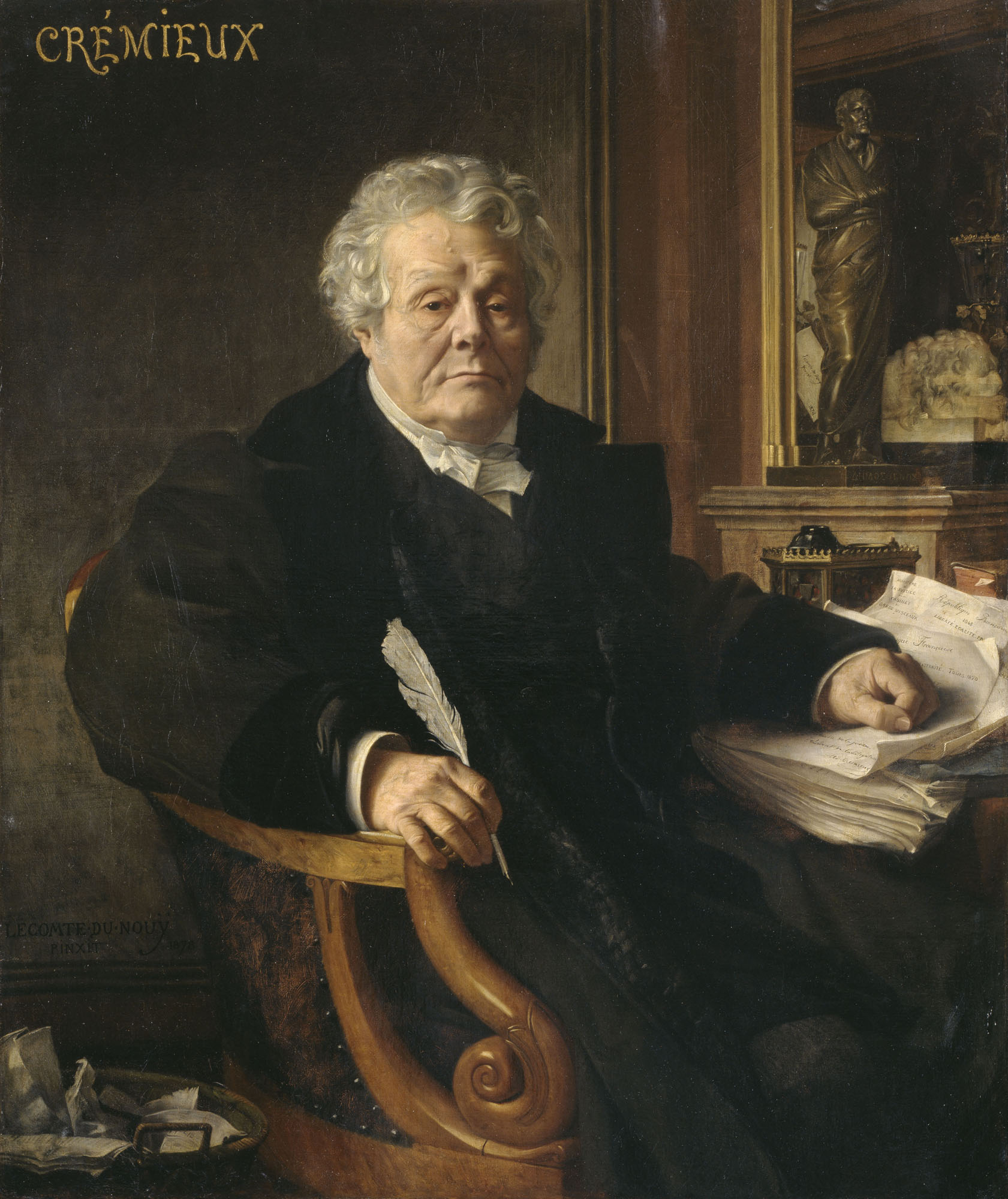
Adolphe Crémieux.

En 1830, à la suite de la colonisation française de l’Algérie, les Israélites sont libérés du statut de dhimmis : ils reçoivent dans un premier temps l’égalité des droits avec les « indigènes » musulmans, en application de l’acte de capitulation passé entre le général de Bourmont et le Dey d’Alger, qui garantit le respect de toutes les religions. Aussi, dès que les premières écoles françaises sont ouvertes, en 1831, les Juifs y envoient leurs enfants. Ils renoncent rapidement ensuite à leurs tribunaux religieux, à la différence des musulmans, pour se soumettre aux tribunaux français de droit commun, appliquant le droit mosaïque (avec l’expertise d’un rabbin).
Le pouvoir français, sous les règnes de Louis-Philippe Ier et Napoléon III, constatant cette volonté des indigènes juifs de se rapprocher de la France, dont les élites adoptent rapidement la langue, préparent alors l’accession des Juifs à la citoyenneté française, c’est-à-dire à l’égalité complète. L’État accorde en 1865 par décret impérial du 14 juillet la citoyenneté aux indigènes juifs et musulmans qui la désirent, et en acceptent les obligations (abandon du statut personnel et service militaire comme les autres citoyens). Mais peu effectuent les démarches. Ni les juifs ni les musulmans ne veulent renoncer à leur statut religieux et l'État consulte les autorités religieuses juives pour connaître leur réaction en cas de naturalisation collective. Après réflexion, ces autorités acceptent la naturalisation collective qui intervient le 24 octobre 1870 et qui est connue sous le nom de décret Crémieux.

#### Démographie
Lorsque les Français débarquent en Algérie, de 15 000 à 17 000 Juifs y vivent sur une population totale de 3 000 000 de personnes. Ils sont pour 80 % d’entre eux citadins alors que la population musulmane ne l’est qu’à 5 %. 6 500 Juifs vivent à Alger où ils représentent 20 % de la population. Ils sont 3 000 à Constantine, 2 000 à Oran, et 1 508 à Tlemcen, On retrouve aussi de petites communautés vivant dans les oasis du sud, Juifs du Mzab et de Laghouat ainsi que quelques groupes de Juifs vivant sous tente et nomadisant comme les musulmans dans la région de Souk Ahras. À partir des années 1840, un phénomène de migration des Juifs de Tunisie et du Maroc, dont des Tétouanais apparaît, alimenté par changements politiques en Algérie. Témoignage de l'impact démographique de ces migrations, on compte en 1902, sur 1176 décès de Juifs en Algérie, 153 ressortissants étrangers, principalement Marocains et Tunisiens.
Sur le plan économique, la plupart des Juifs continuent d'exercer leur artisanat traditionnel. Ils sont tailleurs, brodeurs, horlogers, chaudronniers, tisserands ou orfèvres. Mais une petite minorité réussit dans le commerce de gros et assimile rapidement la culture française.

## Les années 1840
Au cours de années 1840, des ordonnances d'importances furent prises, sous l'influence d'une commission extraparlementaire, notamment :
- ordonnance du 8 octobre 1842 sur l'organisation de la justice en Algérie
- ordonnance du 16 avril 1843 pour l'exécution en Algérie du code de procédures civiles
- ordonnance du 1er octobre 1844 pour la propriété en Algérie
- ordonnance du 21 juillet 1845 pour la concession des terres et forêts en Algérie
- ordonnance du 31 octobre 1845 pour le séquestre

## Second Empire(1852-1870): la privatisation des terres
Sous le Second Empire, les indigènes transportent leur récolte, grains, fruits ou légumes à dos de mulet, à dos d'âne, ou à dos de chameau, sans que ce transport n'affecte de manière significative le prix des denrées produites au lointain .
L’état social des Arabes est organisé sur la forme d'un communisme basé sur la division des classes .
La propriété individuelle n'existe pas: Les terres arch sont une indivision dans la tribu, les terres melk sont une indivision dans la famille.
Le douar est une unité administrative ressemblant à une commune. Il se forme par la réunion de plusieurs familles. La tribu est constituée par la réunion de plusieurs douars.
Les terres d'un douar sont d'une part des terres de parcours d’un usage absolument commun, et d'autre part des terres de culture. Ces terres sont  réparties annuellement par le caïd avec la djemaa.
La répartition est proportionnelle au nombre de charme, c'est-à-dire au nombre de bœufs, au nombre de charrues.
Les personnes possédant des attelages sont dénommées fellahs et forme une sorte de classe moyenne.
Les classes supérieures sont une aristocratie de chefs religieux et militaires, de grandes familles, de cavaliers.
Les classes inférieures se composent des khammès ou khammas. Ce sont des fermiers au service des fellahs.

### 1852-1853
De 1852 à 1858, la représentation algérienne au Parlement est supprimée par le régime militaire mis en place par Napoléon III.
Les autochtones sont cantonnés par le gouverneur général Randon.
Les colons sont alors hostiles au contrôle de l'armée considéré comme trop favorable aux musulmans.
Du fait de cette hostilité, en 1858, le gouvernement général est supprimé pour être remplacé par un ministère de l'Algérie et des Colonies, siégeant à Paris. Le prince Napoléon est le ministre en 1858 puis Chasseloup-Laubat en 1859.
En 1853, les Décrets impériaux de 1853 sur le coton ont pour effet, en deux ans seulement, le passage du nombre de planteurs de coton français en Algérie de 109 à environ 1417, soit quatorze fois plus. La production est parallèlement multipliée par vingt et se concentre dans la région d'Oran, avec défrichements, plantations, cultures, et créations de nouvelles exploitations.

### Situation en 1854
En 1854, les bureaux arabes permettent l’administration et le gouvernement des tribus. Les indigènes sont soumis à une obéissance immédiate ou un châtiment certain. Chaque chef indigène, cheïck, caïd, aga ou khalifah devient un rouage de l'État responsable de la police des tribus. La population indigène est alors estimée à 2 500 000 personnes.
En Kabylie en octobre 1853, des indigènes mettent le feu aux broussailles pour libérer un terrain pour leur troupeau.
En 1854, deux millions d'hectolitres de grains ont été produits, un sixième par les colons, et les cinq sixièmes restants par les indigènes.
Cette même année, la population indigène est redevable d'un impôt de deux francs par hectare cultivé en plus de l’impôt des troupeaux.

### 1855-1870

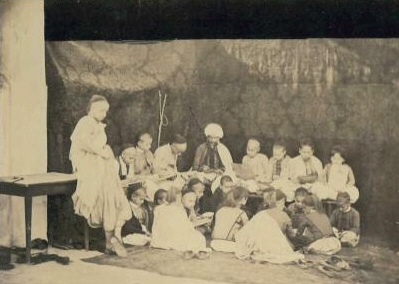
École arabe d'Alger, circa 1856-1858

En 1860, Napoléon III est séduit par les autochtones et renonce à la colonisation et pour promouvoir l'idée du « royaume arabe », qu'il souhaite élever au niveau de la métropole (lettre à Pélissier de 1863). Pour cela, le gouvernement général et le régime militaire sont rétablis (Pélissier, 1863-1864, et Mac-Mahon, 1864-1870).

En 1863, le sénatus-consulte permet aux douars d'être propriétaire de leurs terres.
« 
Le sénatus-consulte de 1863 est, en effet, la machine de guerre la plus efficace qu’on ait pu imaginer contre l’état social indigène et l’instrument le plus puissant et le plus fécond qui ait pu être mis aux mains de nos colons. Grâce à lui, nos idées et nos mœurs s’infiltreront peu à peu dans les mœurs indigènes, réfractaires à notre civilisation, et l’immense domaine algérien, à peu près fermé jusqu’ici, en dépit des saisies domaniales, s’ouvrira devant nos pionniers
 »
Dans la culture tribale la terre n'a pas de statut marchand, le statut marchand de la terre ayant été inventé par le système capitaliste.
Selon M’Hamed Boukhobza, ceci a conduit à une évolution culturelle : 67 % de la population étaient nomades en 1830 contre seulement 2 % en 1870. Ceci a donc perturbé l'économie nomade en perturbant le pastoralisme nomade.

Dans un premier temps, cette politique conduite à une moindre colonisation européenne (seulement 4 500 nouveaux colons arrivent entre  1860 et 1870) mais profite à la grande colonisation capitaliste.
Ainsi, dès 1853, la compagnie genevoise, possède 20 000 hectares autour de Sétif.

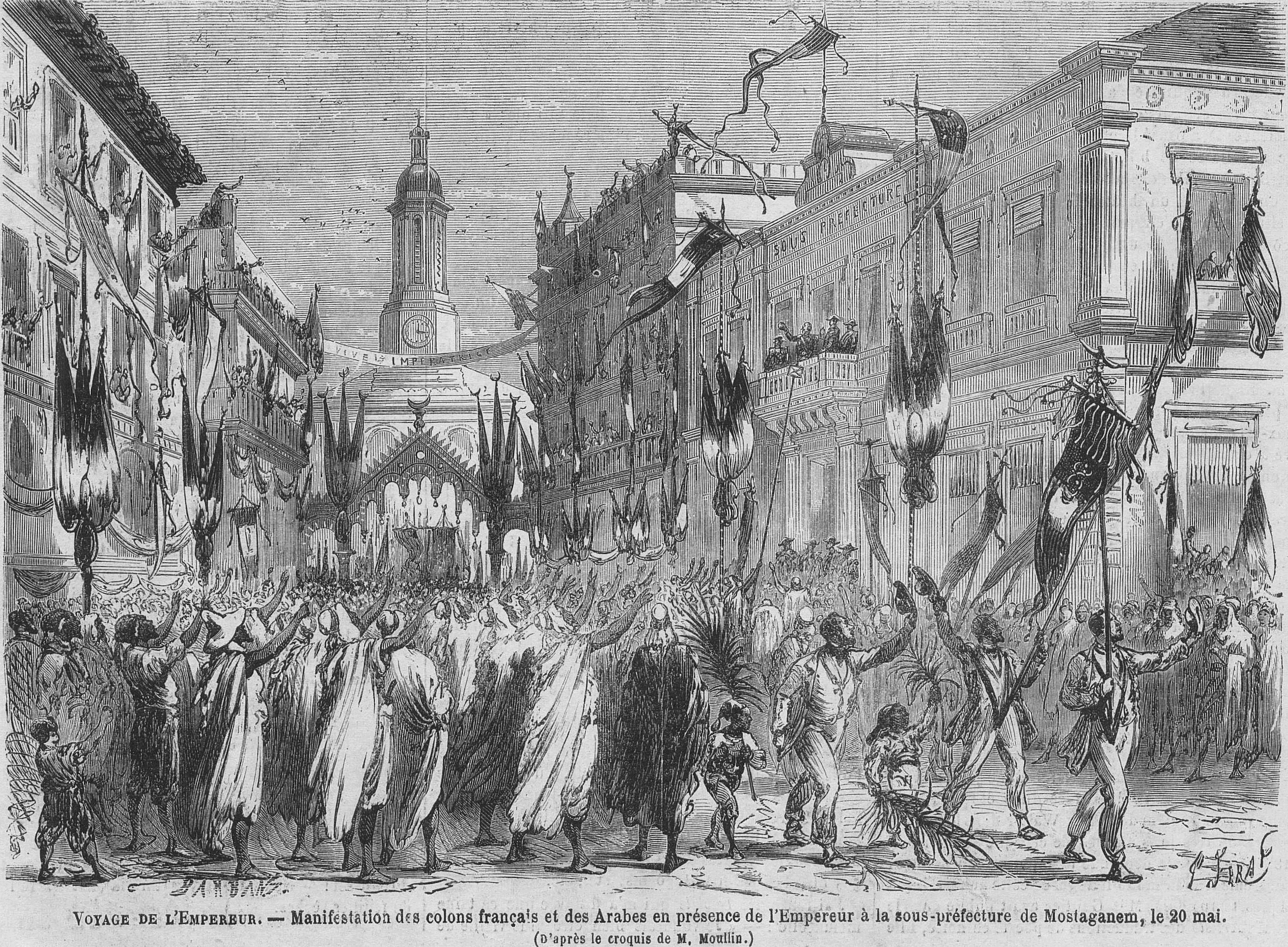
Napoléon III saluant les colons français et les Arabes depuis le balcon de la sous-préfecture de Mostaganem (département d'Oran), le 20 mai 1865. D'après le croquis de M. Moulin, Le Monde Illustré, 1865.

En 1865, apparaît la loi Sénatus-consulte du 14 juillet 1865:
« 
L'indigène musulman est français, néanmoins il continuera à être régi par la loi musulmane. Il peut être admis à servir dans les armées de terre et de mer. Il peut être appelé à des fonctions et emplois civils en Algérie. Il peut, sur sa demande, être admis à jouir des droits de citoyen français ; dans ce cas, il est régi par les lois civiles et politiques de la France.
 »
En 1868, les indigènes sont frappés par une mortalité conséquente, touchant 300 000 personnes. Cette mortalité est due en tout ou partie à des déficits d’organisation. Les survivants sont alors extrêmement démunis.

### Les sociétés de coton
Avec le soutien de la France, l'Histoire de la culture du coton en Algérie atteint son paroxysme.
La Compagnie de Sétif reçut alors une concession de 20 000 hectares pour fonder des villages peuplés d'immigrés suisses. Deux propriétaires et négociants à Constantine, Héraud et Marill, ainsi que Joly de Brésillon, reçurent chacun une superficie de 2 000 hectares située au territoire de l'Oued-Dekri, dans la subdivision de Constantine. La Compagnie de Brésillon s'engageait à créer sur ces terrains un village de 50 familles européennes, aux mêmes conditions que celles qui avaient été imposées à la Compagnie genevoise de Sétif, pour chacun des centres qu'elle avait à construire, mais elle ne parvint pas à ses objectifs. 
Malgré ces efforts, concentrés sur la région de Constantine, le tabac occupe toujours en 1855 le premier rang des cultures en Algérie, en valeur. Ensuite vient le coton, qui représente trois fois plus que la laine. Cette année-là, 3 750 hectares étaient encore plantées en tabac, surface à peu près équivalente de celle qui est cultivée en coton (près de 4 000 hectares). Ensuite l'Oranie produit en 1860, à elle seule, 145 des 150 tonnes de coton algérien, tandis que la population européenne reste concentrée dans le secteur d'Alger.
La population européenne en Algérie était alors de 155 607 personnes, la province d'Alger représentant la moitié, avec 71 288 habitants, celle d'Oran 51 393 et celle de Constantine seulement 32 926.
En 1868 survint une grande famine. L'archevêque d'Alger en profita pour convertir un millier d'orphelins à la religion chrétienne, en déviance par rapport aux règles de l'administration qui interdisait la conversion des musulmans.

## La république (1870 - 1962)
Sous la république redeviennent visibles les questions d'hostilité entre les colons et l'armée, la question israélite et la question kabyle.

### Propriété privée et perte de pouvoir des tribus
De ce fait, le régime civil est rétabli pour satisfaire les européens.
Le décret Crémieux du 24 octobre 1870 donne aux Juifs algériens la citoyenneté française.
La Kabylie se révolte le 14 mars 1871 (bachagha Mokrani), avec 150 000 hommes. L’insurrection est stoppée dans l'année.
La Kabylie est touchée d'une amende de 36 millions et de la confiscation de 500 000 hectares.
En 1873, à la demande des colons, la loi change pour remplacer la propriété collective des tribus par la propriété individuelle de l'autochtone. Cette loi a pour effet de faciliter le rachat des terres par les Européens, du fait que les autochtones ne peuvent pas résister aux offres d'achat des Européens. 
Karl Marx dans son analyse indique que cette politique vise à la fois à instituer la propriété privée et à détruire les pouvoirs des tribus.
Cette facilité à se procurer des terres facilite la colonisation officielle (Alsaciens-Lorrains) et crée un appel d'air pour la colonisation libre. 
De 1871 à 1881, 130 000 colons arrivent en Algérie pour s'installer. 
En 1888, un arrêt de la Cour de cassation de 1888 annule la loi de 1873, pour éviter une expropriation définitive des autochtones. 
Les colons qui ont des élus algériens font pression pour que l'Algérie soit rattachés à des ministères français en utilisant aussi du fait qu'Albert Grévy soit le frère du président.
En 1881, les lois françaises sont applicables aux européens d'Algérie, à la suite d'une série de décrets.
En 1881, les autochtones sont placés sous le régime de l'indigénat.
La justice est rendue hors du droit commun par une autorité administrative et non judiciaire. Des peines comme  l'internement ou encore des peines collectives sont prononcées.
En 1889, une loi permet à tous les étrangers nés en Algérie d'être naturalisés.

### Rapport de la visite en Algérie d'une commission multipartite
En 1892, Jules Ferry établit un rapport qui reconnaît l'échec de la centralisation, de l'assimilation politique, et de la semi-ségrégation à l'encontre des autochtones.
En 1894, le rapport de la visite en Algérie d'une commission sénatoriale multipartite d'étude présidée par Jules Ferry est publiée. D'après la préface du rapport, cette commission a été lancée à la suite d'une interpellation au Sénat, et il vise à «concilier les intérêts en conflit» dons un contexte de «préjugé de religion» et de «ressentiment de conquête». Elle suppose qu'un excès de centralisation a été causé par une «fièvre d'assimilation» qui a disparu. D'après cette même préface, les personnes indigènes ne connaissent la loi que par les fonctionnaires chargés de la faire appliquer.
La préface indique que les villes algériennes ne sont pas plus soumises au vol que les villes de métropole, mais reconnaît l'existence et l'augmentation de vol des récoltes dans les campagnes de communes mixtes, vols qui sont commis par des associations de malfaiteurs pratiquant le racket, que le système judiciaire français n'arrive pas à enrayer, créant un besoin accru de gendarmerie.
La commission constate que le transport est le premier poste du budget des indigènes, ce qui les conduit à voyager dans des diligences au tarif inférieur au marché, et qui laisse supposer que les indigènes pourraient voyager dans des voitures de quatrième classe, si les trains en disposaient. Ceci tien au fait que les indigènes sont  plus pauvres que les colons, qui eux-mêmes sont plus pauvres que ne le sont les métropolitains. Au même moment, les tarifs ferroviaires sont excessivement élevés, la formule de calcul des tarifs issue de la convention entre l'État et l'exploitant l'incitant à réduire le nombre de passagers pour augmenter ses bénéfices.
Dans les communes de plain exercice, où les populations européennes et indigènes vivent dans deux communautés différentes, les maires, élus, ne savent pas gérer les indigènes et finissent par se désintéresser de leur sort, ou à avoir recours à des moyens illicites pour la police municipale.

#### Propriété
La préface dénonce également le fait que les colons bénéficient de chemins carrossables dont ne bénéficient pas les indigènes.
La «déloyauté et l'indélicatesse de certains procédés» mis en œuvre pour acquérir certains terrains à la population indigène ont dissuadé celle-ci d'en monnayer davantage, alors que les « Européens » souhaitent que le gouvernement puisse user du droit d'expropriation.
Le droit forestier français entre également en conflit avec les us et coutumes locaux: La tradition et les usages permettent aux personnes indigènes de s'établir à demeure ou provisoirement dans les forêts, alors que la législation nationale en interdit l'accès. Cela conduit à des châtiments par amende  et par prison que le rapport qualifie d'« inique », notamment en raison de la nécessité du pâturage à des fins alimentaires. L'administration forestière a ainsi conduit à une grande amertume et une grande rancune à son encontre.
La loi de 1873 sur la propriété est considérée comme mauvaise, d'autant plus qu'elle est appliquée de manière tatillonne et procédurière. «Les indigènes demandent à être représentés dans toutes les assemblées où leurs intérêts sont discutés».
À Matemort, les indigènes ont été privés de leurs terres, ont subi des frais divers et ont vu leur troupeau diminuer.
Dans la commune mixte de Cacherou, les indigènes ont vendu des terres à 50 francs l'hectare des terres qu'ils estiment valoir 150 francs l'hectare.

#### Élections
Les indigènes n'utilisent pas de noms patronymiques.
À Mercier Lacombe, les listes électorales ne sont pas à jour, les anciens noms patronymiques ne peuvent pas être remplacés par les nouveaux en l'absence des intéressés.

#### Condition féminine
Les femmes indigènes sont maintenues dans une condition grossière par les mœurs indigènes.
À El-Bordj, les chasseurs de gazelle sont parfois tués, alors même qu'en orient le terme gazelle désigne une personne de sexe féminin.

#### Usure
La pratique du prêt avec intérêt et donc de l'usure a également engendré le découragement et dissuadé les efforts individuels. En particulier, la population arabe peut préférer emprunter à 30 % à un usurier qu'à 10 % à une banque.
Pour lutter contre cette usure, des caisses de prévoyance ont été mises en place en collaboration avec les chefs de tribu.
À Mascara, le taux du crédit est de 7,5 % sur la première hypothèque .

#### Administration judiciaire

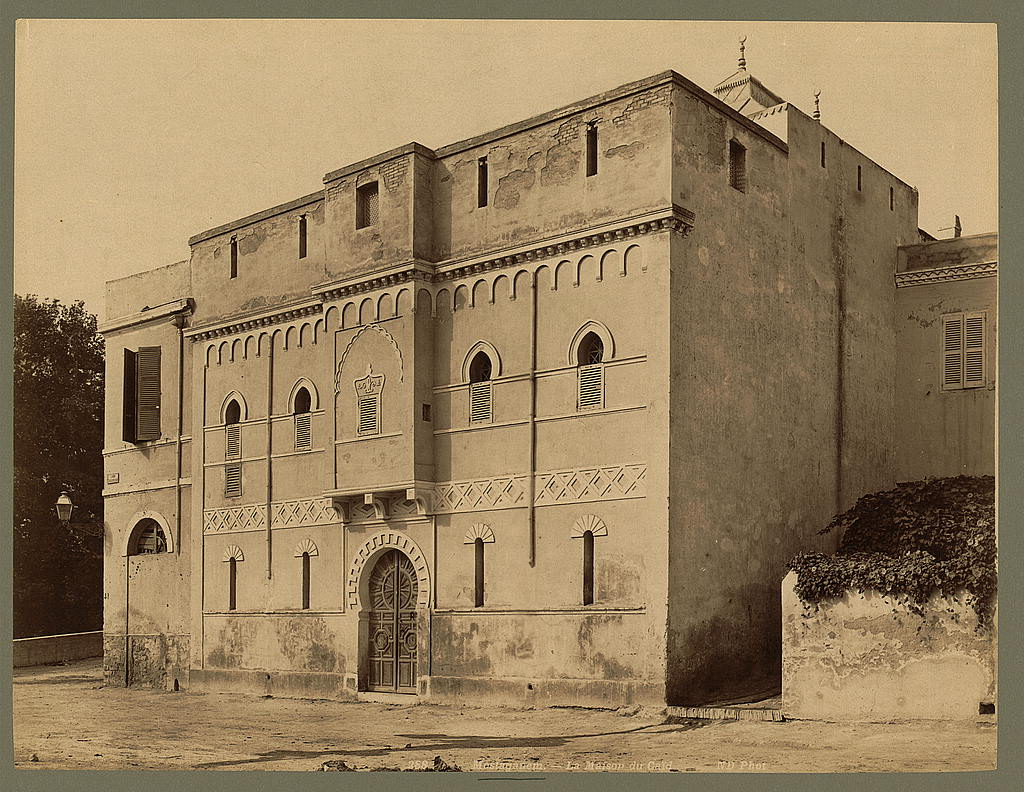
Maison d'un juge Arabe (cadi), ou chef de tribu (caïd) à Mostaganem (1860~1890)

En matière de justice, les caïds et douards des communes mixtes de Mascara se plaignent des avocats et des officiers ministériels qui malgré leurs tarifs notables ne peuvent défendre les personnes dont ils ne connaissent pas la langue ils souhaitent donc développer le rôle des cadis dans les jugements entre Arabes.

#### Impôts
A contrario, les colons se plaignent de la «quotité» de l'impôt et de la nature des taxes, point avec lequel las Kabyles semblent s'accorder.
La population indigène est soumise à un impôt achour, et à un impôt zekkat,.
L'impôt gourdi est plutôt réservé à l'habitation (maison en pierre, en branchage ou tente).
À Mascara, l'impôt achour est de 30 à 60 à 90 francs par hectare soit 2 à 5 à 7 francs par hectare.
Dans cette même commune mixte de Cacherou, Les impôts sont contestés dans le mesure où les indigènes voudraient payer un impôt valant 10 % (soit un dixième) de leurs revenus.

#### Accès à l'eau
À Palikao, l'accès à l'eau est limité à quatre heures par semaine pour 60 francs par mois.
À Kalaa, les indigènes ont été privés d'eau par l’abduction d'eau Hillil, mais l'administrateur se refuse à construire une fontaine, dans la mesure où la construction d'une fontaine est conditionnée par le nombre d'Européens qui est de deux, et non par le nombre d'indigènes qui est de deux à trois mille.

#### Enseignement
En matière d'éducation, les deux principaux points d'achoppement sont la nature obligatoire de l'école ainsi que son accès aux jeunes filles. Ces écoles sont tenues par un instituteur français ou un moniteur indigène. L'enseignement donne une place de choix au travail manuel, à l'enseignement agricole, et au travail du bois, mais ne fournit pas l'obligation de l'enseignement de la langue arabe parfois réclamé.
Cette enseignement semblait fonctionner particulièrement  bien en Kabylie.
Toutefois, ces écoles sont peu fréquentée par les indigènes, lorsqu'elles existent.
Le village d'El-Bordj, est un des villages où les élèves sont les plus assidus; ils peuvent être 60 assis sur le sol de la classe.
Les moniteurs de Kalaa ont été formés au cours normal d'Alger.
Le taleb de Kalaa est payé 400 francs par an par l’administration alors qu'avant la création de l'école il bénéficiait d'une revenu de 1 200 francs annuels.
L'appui des caïds permet le bon fonctionnement des écoles .

#### Armes
À Alger, les indigènes sont armés .

#### Travail
À Saint-Cloud, les ouvriers sont espagnols, et les vendanges se payent entre trois francs et quatre francs cinquante pendant les vendanges.
À Bousfer, la population indigène travaille trois jours par semaine.
À Misserghin, certains indigènes vivent dans des tentes.
À Misserghin, les ouvriers, Marocains et Espagnols gagnent cinq francs la journée pendant les récoltes, et deux francs cinquante, le reste de l'année.

À Mercier Lacombe, des gardes champêtres arabes sont payés 30 francs par mois.
À Alger, les Kabyles sont payés entre un franc cinquante et deux francs .

Pour le cadi d'Orléansville, les frais de statut personnel sont de dix francs et soixante centimes.
Les cadis sont payés 80, 100 ou 125 francs par mois.
Les khammès sont payés sur un ratio valant un cinquième ou trois onzièmes de la récolte, pour la travailler, labourer et moissonner, avec une avance de 100 ou 200 francs. La réforme française a conduit à ce que les khammès n'aient plus de travail à l'année, mais seulement du travail à la journée.
À Taza, des colons concessionnaires de terrains de 30 hectares louent ces terrains à des indigènes aux alentours de 25-30 francs par hectare, s'assurant un revenu d'environ 550-600 francs annuel.

#### Soins
À Affreville, le gramme de quinine est vendu entre un franc et un franc cinquante.
À Miliana, la journée d’hôpital coûte deux euros.

#### Statut personnel & religion
Les indigènes souhaitent être représentés mais sont opposés à la naturalisation, pour éviter d'être tenus à des règles contraires à leur religion.
Le cadi d'Orléansville est opposé à ce que les musulmans puissent être des citoyens français . Le mufti n'est pas opposé à la nationalité française, mais est opposé au code de l'indigénat et à l'abandon du statut personnel.
Le cadi d'Orléansville estime que les musulmans ne sont pas froissés du fait que les juifs acquièrent la nationalité française, mais ils sont froissés du fait que les juifs deviennent fonctionnaires .
À Medea, un sentiment dantisémitisme a existé à l'occasion d'une affaire électorale.

### Maçonnerie
D'après la loge «Les hospitaliers de Constantine», en 1911, l'Algérie compte deux loges à l'Orient de Constantine, qui sont fréquentées par des personnes (des hommes) de différentes religions: catholiques, protestants, israélites et musulmans.

### Vers une décentralisation

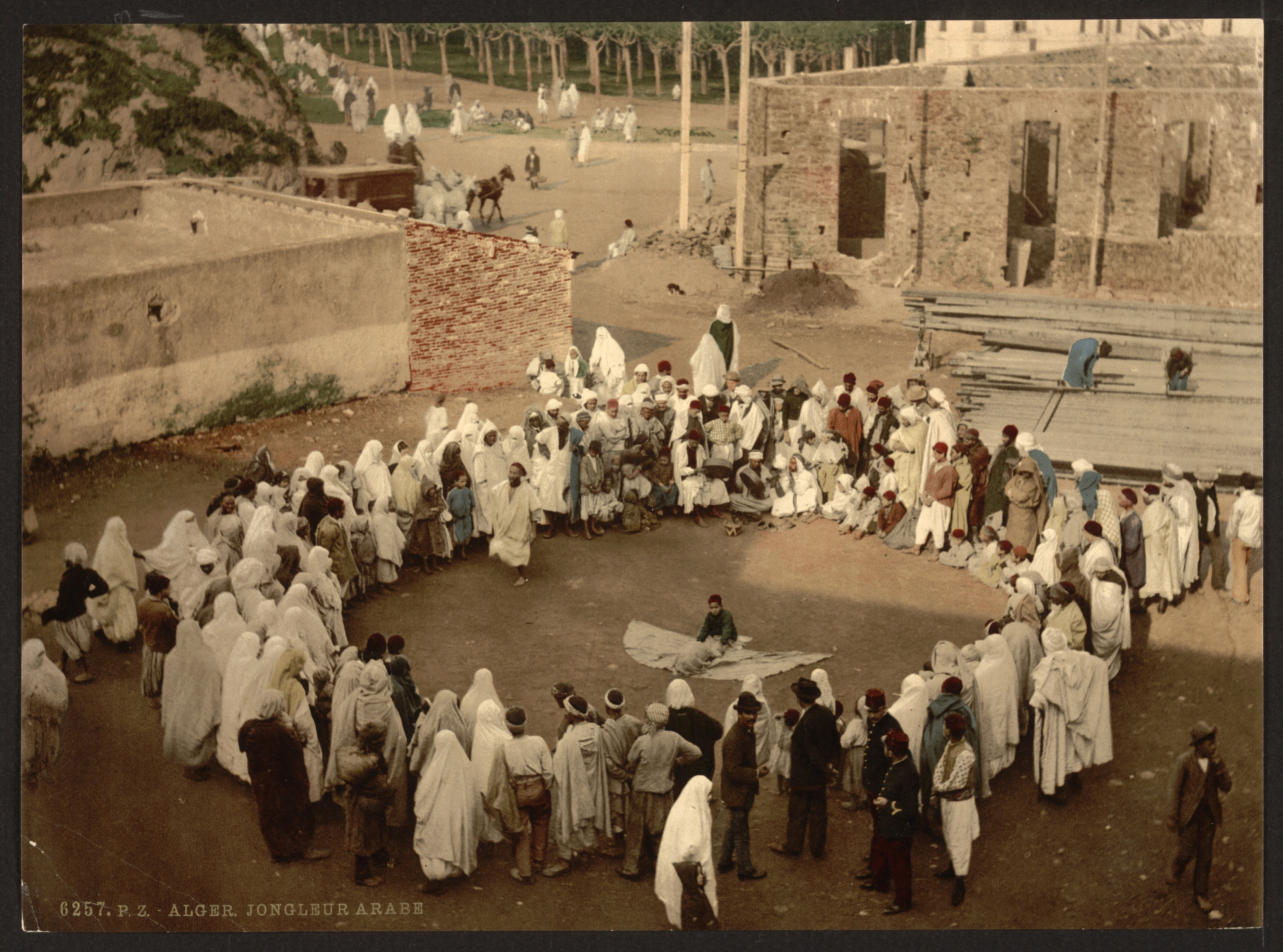
Un jongleur arabe à Alger, deux soldats français en uniforme (en bas) s'approchent de trois colons pieds-noirs en habits bruns et chapeaux mous, circa 1899

En 1898, les délégations financières sont une structure pseudo-parlementaire mise en place lors de la présence française en Algérie par décret du 23 août 1898. Sans pouvoir législatif, les délégations financières sont chargées de voter le budget de l'Algérie. Elles regroupent des Français d'Algérie et des Algériens supposés représenter leurs intérêts particuliers.

De 1896 à 1902, le gouverneur général voit son indépendance du seul ministre de l'Intérieur confortée: l'Algérie dispose de son propre budget. 
Trois types de municipalités sont inventées: la commune de plein exercice régie par la loi française ; la commune mixte où des autochtones peuvent participer à la commission municipale ; les communes indigènes ayant leurs propres coutumes. Les droits des autochtones dans les assemblées locales sont confortés en 1919.
Toutefois en 1919, les musulmans avaient déjà perdu 7 millions et demi d’hectares que s'étaient partagés l’État, les particuliers, et les grandes sociétés capitalistes.
La politique foncière n'a toutefois pas été appliquée de la même manière dans toute l'Algérie, notamment dans le sud:
« 
Le sénatus-consulte […] n’a été appliqué qu’exceptionnellement en territoire militaire […] La propriété individuelle n’a pas été constituée en territoire militaire car le sol propre au pâturage seulement ne comporte qu’une jouissance collective ; s’il était partagé entre les indigènes, il s’élèverait constamment entre eux des contestations.
 »
Dans le sud, le décret du 6 février 1919 n'était pas applicable, jusqu'en 1947. De ce fait, les commissions municipales étaient composées de membres français élus et de membres indigènes nommés. 
En 1905, les patronages de l’Algérie française apparaissent.
En 1905, la première phase de migration algérienne en France débute, la main d’œuvre kabyle travaille dans les raffineries et huileries de Marseille ou comme dockers ou chauffeurs sur des navires. Puis des centaines de travailleurs algériens sont embauchés dans les mines et les usines du Nord et du Pas-de-Calais, les industries de Clermont-Ferrand et Paris. Dès 1912, on parle d'un véritable mouvement migratoire de 4 000 à 5 000 Algériens. 
Plus tard, de 1914 à 1944 le statut de l'indigénat s'étiole.
Toutefois, en 1937, le projet de la loi Blum-Violette volant accorder des droits politiques échoue.
En 1935, Albert Camus adhère au Parti communiste algérien (PCA) qui, alors anticolonialiste et tourné vers la défense des opprimés, incarne certaines des convictions d'Albert Camus.
De 1935 à sa mort en 1940, le cheikh Ibn Badis, président de l'Association des ulémas d'Algérie souhaite créer la nation Algérie en se basant sur les principes de 1789. Il souhaite notamment une égalité des droits avec les Européens, ainsi que la constitution d'une « nation démocratique sous le protectorat de la France ».
Il est concurrencé dans cette volonté par des partis communistes algérien, soutenu par des travailleurs algériens de la région parisienne, qui souhaitent une indépendance de l'Algérie.
En 1938, Ferhat Abbas, fondateur de l'Union populaire algérienne pour l'accession à la citoyenneté française des musulmans, en dépit de l'hostilité du Parlement à l'égalité entre les deux communautés européenne et musulmane.
En 1942 paraît le livre L'Étranger, roman d'Albert Camus, dont l'histoire se déroule à Alger en Algérie française.
Le 10 février 1943, avec 28 élus musulmans, il signe le Manifeste du peuple algérien. Ceci conduit notamment à la création de l'Union démocratique du manifeste algérien (UDMA).

### Statut de 1947
Le Statut de 1947 désigne l'ensemble des dispositions de déconcentration des pouvoirs de la France coloniale à l'Algérie organisé par la loi du 20 septembre 1947, « portant statut organique de l’Algérie ». La loi est débattue par l'Assemblée nationale dans un contexte de refonte constitutionnelle, de revendications nationalistes, et de prémisse de la guerre d'Algérie.   
Le statut octroie des pouvoirs propres au groupe des départements français d'Algérie et crée une Assemblée algérienne. Il proclame aussi « l'égalité effective entre tous les citoyens français » (art. 2). 
L'Assemblée algérienne prévue a principalement des compétences financières. Elle comprend 120 délégués élus à parité : 60 représentants sont élus au suffrage universel par un « premier collège » comprenant de plein droit les citoyens de statut civil de droit commun et des citoyens de « statut civil de droit local », et 60 délégués sont élus au suffrage universel masculin par un « second collège » des autres citoyens de « statut civil de droit local ».
Si le statut est bien appliqué dans son aspect de gestion ordinaire, il est dénaturé en ce qui concerne ses principales avancées, par l'incapacité de l'Assemblée algérienne à se saisir des matières les plus novatrices que le statut lui a dévolues, et par le truquage systématique des élections au deuxième collège de cette assemblée.
Il est appliqué de 1948 jusqu'à la date du 16 mars 1956 instaurant des pouvoirs spéciaux qui conduisent le ministre résidant Robert Lacoste à dissoudre l'assemblée algérienne le mois suivant. Ensuite, jusqu'à l'indépendance du pays, l'Algérie vit « hors statut », au gré d'une législation métropolitaine de circonstance.

### Les migrants algériens en France métropolitaine
En 1956 pour régler le problème de l'habitat insalubre des migrants originaires d'Algérie, dénombrant à peu près 150 000 individus Algérien (actifs ou non)  sur tout le territoire Français (métropolitain?) (bidonvilles, en particulier autour de Paris, cafés-hôtels) dû à la pénurie de logements, la Sonacotral (SOciété NAtionale de COnstruction de logements pour les TRAvailleurs ALgériens) est créée. Elle a construit son premier foyer en 1959 à Argenteuil. 

### Vers la séparation
Les années suivantes verront le différend s'affirmer.
La Toussaint rouge du premier novembre 1954, conduisant à la Guerre d'Algérie puis à la Déclaration générale des deux délégations du 18 mars 1962 (dits Accords d'Évian) et enfin au Référendum d'autodétermination de l'Algérie.

## La séparation
Au moment de la séparation, différents concepts sont créés comme Français de souche nord-africaine.

### Français de souche nord-africaine (FSNA)
Les Français de souche nord-africaine (FSNA) sont une appellation conférée aux Musulmans vivant en Algérie française à partir de 1958 et jusqu'en 1962. Entre 1947 et 1958, ils étaient appelés  Français musulmans (FM),. Le terme était employé par opposition aux Français de souche européenne (FSE),. Selon certains, il s'agit des hauts fonctionnaires, membres du « double collège », députés, sénateurs, etc. et des militaires engagés ou appelés aux côtés de l'armée française.

### Les harkis
Harki [(h aspiré)aʁ.ki], désigne, au sens strict, un individu servant en Algérie coloniale dans une formation paramilitaire, une harka. Il vient du mot arabe haraka signifiant littéralement « mouvement ». Le terme était déjà utilisé auparavant au sens figuré pour désigner de petits affrontements, guerres, barouds entre tribus ou contre un ennemi extérieur.
Harki désigne par extension une partie des supplétifs (avec les moghaznis, les groupes mobiles de sécurité (GMS), les groupes d'autodéfense (GAD) et les Unités territoriales devenues Unités de réserve en 1960 auxquelles se rajoutent les réservistes spéciaux, les 'assas — gardiens escortant les convois —) engagés dans l’armée française de 1957 à 1962, durant la guerre d'Algérie sous contrat mensuel renouvelable sans avoir un statut militaire. Les « harkas », formations très mobiles, furent d'abord employées localement pour défendre les villages, puis constituées en commandos offensifs sous la responsabilité d'officiers français. Les harkis comme les autres supplétifs obtiennent le statut d'anciens combattants en France par une loi du 9 décembre 1974. 
En France, harki  est souvent utilisé comme synonyme de « Français musulmans rapatriés » (FMR) à partir de 1962, « Français rapatriés de confession islamique » (FRCI) en 1970 ou « Rapatriés d'origine nord-africaine » (RONA) dans les années 1980. Aujourd’hui, deux termes se sont imposés : « FMR » et « harki », qui selon les contextes renvoient soit aux seuls harkis, soit à tous les supplétifs, soit encore à l’ensemble incluant supplétifs et non supplétifs. Pour Mohand Hamoumou, harki désigne les Algériens qui ont dû quitter leur pays en raison de leur comportement anti-indépendantiste durant la guerre d’Algérie et sont restés Français. Ces termes plus ou moins administratifs désignent les personnes de statut civil de droit local originaires d'Algérie (qualifiées d'indigènes jusqu'à la Seconde Guerre mondiale) qui se sont installées en France après l'indépendance de l'Algérie sous couvert de la loi sur les rapatriés. Comme tous les Algériens qui résidaient en France après 1962, ils purent conserver la nationalité française par simple déclaration jusqu'au 22 mars 1967. 
En Algérie, harki est devenu synonyme de traître et de collaborateur. Cependant pour l'historien Mohammed Harbi, ancien membre du FLN, « l'idée selon laquelle les harkis auraient été des traîtres ou des « collabos » devrait être dépassée » car les affrontements de la Guerre d'Algérie et ceux qui ont opposé la résistance française aux collaborateurs ne peuvent pas être assimilés.
La France, en comptant les « Pieds-Noirs » européens, les  juifs et tous les musulmans « loyalistes », aurait dû accueillir sur son sol 2,5 millions de personnes. Elle le fit vaille que vaille pour les premiers et abandonna les autres. Seuls 42 500 harkis purent trouver refuge en France métropolitaine.
Les Harkis et leurs descendants représenteraient en 2012 entre 500 000 et 800 000 personnes en France.

### Les pieds noirs
Le nom de « Pieds-Noirs » désigne de manière familière les Français originaires d'Algérie, et par extension les Français de souche européenne installés en Afrique française du Nord jusqu'à l'indépendance, c'est-à-dire :
- jusqu'en mars 1956, pour les protectorats français de Tunisie et du Maroc ;
- jusqu'en juillet 1962 pour l'Algérie française et ceux restés en Algérie après l’indépendance[87].